# Hipposideros
Hipposideros é um gênero de morcegos da família Hipposideridae.

## Espécies
- Hipposideros abae J. A. Allen, 1917
- Hipposideros armiger (Hodgson, 1835)
- Hipposideros ater Templeton, 1848
- Hipposideros beatus Andersen, 1906
- Hipposideros bicolor (Temminck, 1834)
- Hipposideros boeadii Bates, Rossiter, Suyanto & Kingston, 2007
- Hipposideros breviceps Tate, 1941
- Hipposideros caffer (Sundevall, 1846)
- Hipposideros calcaratus (Dobson, 1877)
- Hipposideros camerunensis Eisentraut, 1956
- Hipposideros cervinus (Gould, 1863)
- Hipposideros cineraceus Blyth, 1853
- Hipposideros commersoni (É. Geoffroy, 1813)
- Hipposideros coronatus (Peters, 1871)
- Hipposideros corynophyllus Hill, 1985
- Hipposideros coxi Shelford, 1901
- Hipposideros crumeniferus (Lesuer & Petit, 1807)
- Hipposideros curtus G. M. Allen, 1921
- Hipposideros cyclops (Temminck, 1853)
- Hipposideros demissus Andersen, 1909
- Hipposideros diadema (É. Geoffroy, 1813)
- Hipposideros dinops Andersen, 1905
- Hipposideros doriae (Peters, 1871)
- Hipposideros durgadasi Khajuria, 1970
- Hipposideros dyacorum Thomas, 1902
- Hipposideros edwardshilli Colgan & Flannery, 1993
- Hipposideros fasensis Flannery & Colgan, 1993
- Hipposideros fuliginosus (Temminck, 1853)
- Hipposideros fulvus Gray, 1838
- Hipposideros galeritus Cantor, 1846
- Hipposideros gigas (Wagler, 1845)
- Hipposideros grandis G. M. Allen, 1936
- Hipposideros halophyllus Hill & Yenbutra, 1984
- Hipposideros hypophyllus Bhat & Kock, 1994
- Hipposideros inexpectatus Laurie & Hill, 1954
- Hipposideros inornatus McKean, 1970
- Hipposideros jonesi Hayman, 1947
- Hipposideros khaokhouayensis Guillén-Servent & Francis, 2006
- Hipposideros khasiana Thabah et al., 2006
- Hipposideros lamottei Brosset, 1984
- Hipposideros lankadiva Kelaart, 1850
- Hipposideros larvatus (Horsfield, 1823)
- Hipposideros lekaguli Thonglongya & Hill, 1974
- Hipposideros lylei Thomas, 1913
- Hipposideros macrobullatus Tate, 1941
- Hipposideros madurae Kitchener & Maryanto, 1993
- Hipposideros maggietaylorae Smith & Hill, 1981
- Hipposideros marisae Aellen, 1954
- Hipposideros megalotis (Heuglin, 1862)
- Hipposideros muscinus (Thomas & Doria, 1886)
- Hipposideros nequam Andersen, 1918
- Hipposideros obscurus (Peters, 1861)
- Hipposideros orbiculus Francis, Habersetzer & Kock, 1999
- Hipposideros papua (Thomas & Doria, 1886)
- Hipposideros parnabyi Flannery & Colgan, 1993
- Hipposideros pelingensis Shamel, 1940
- Hipposideros pomona Andersen, 1918
- Hipposideros pratti Thomas, 1891
- Hipposideros pygmaeus (Waterhouse, 1843)
- Hipposideros ridleyi Robinson & Kloss, 1911
- Hipposideros rotalis Francis, Habersetzer & Kock, 1999
- Hipposideros ruber (Noack, 1893)
- Hipposideros scutinares Robinson, Jenkins, Francis & Fulford, 2003
- Hipposideros semoni Matschie, 1903
- Hipposideros sorenseni Kitchener & Maryanto, 1993
- Hipposideros speoris (Schneider, 1800)
- Hipposideros stenotis Thomas, 1913
- Hipposideros sumbae Oei, 1960
- Hipposideros tephrus Cabrera, 1906
- Hipposideros thomensis (Bocage, 1891)
- Hipposideros turpis Bangs, 1901
- Hipposideros vittatus (Peters, 1852)
- Hipposideros wollastoni Thomas, 1913